# Was kommt dort von der Höh

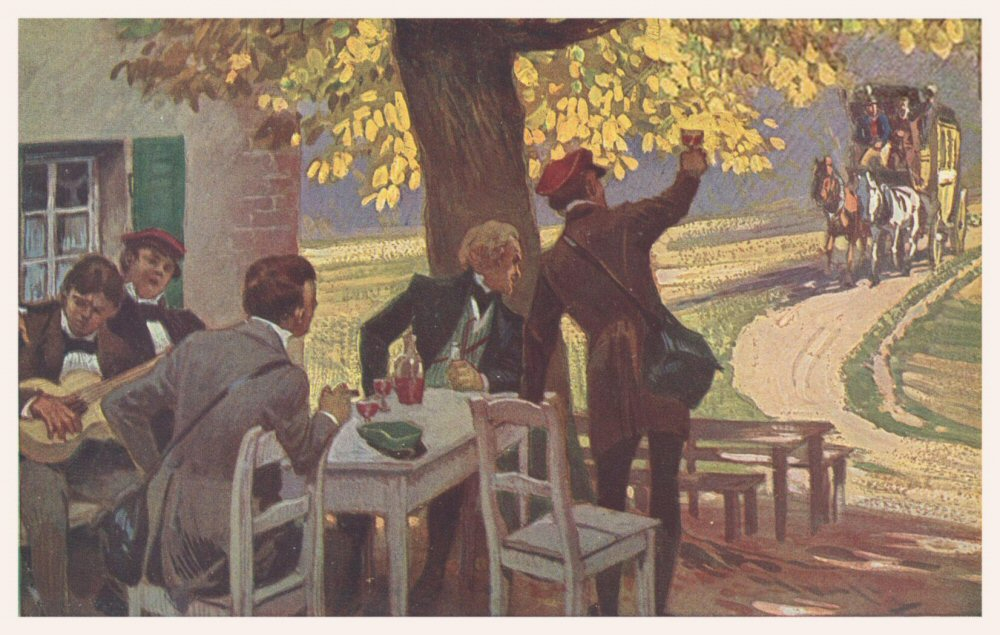
Was kommt dort von der Höh, Illustration von Paul Hey

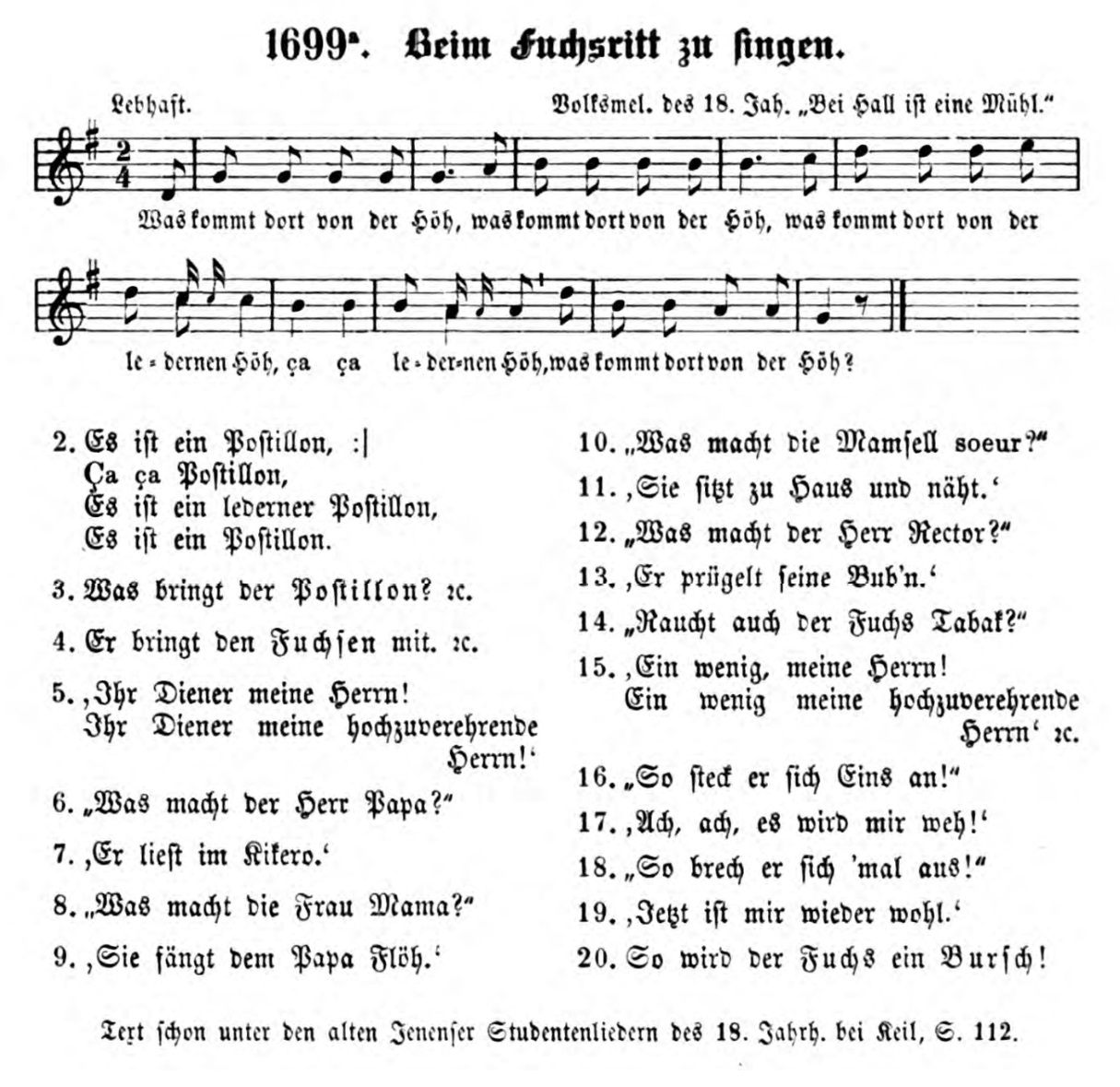
Beim Fuchsritt zu singen, Deutscher Liederhort 1894

Was kommt dort von der Höh, auch Was kommt da von der Höh, ist eines der bekanntesten Studentenlieder. Der Text lässt sich bis ins frühe 18. Jahrhundert zurückverfolgen. Die noch ältere volkstümliche Melodie ist in verschiedenen Varianten auch mit anderen Texten verbreitet. Das Lied gehört zu dem alten studentischen Brauch, die Studienanfänger, die „Füchse“, mit derben Späßen quasi-zeremoniell in der Universitätsstadt zu empfangen. Die Bezeichnung Fuchs(en)ritt für diesen Brauch wird auch als Name für das Lied verwendet.

## Geschichte

### Volkstümlicher Kontext
Das Lied zum Fuchsenempfang ist eng verwandt mit einer ganzen Gruppe von vielstrophigen Reihenliedern gleichen Strophenbaus, die im hoch- und niederdeutschen Sprachraum gesungen wurden. Jede Strophe besteht nur aus einer einzigen, viermal wiederholten Textzeile, die im dritten Durchgang stereotyp erweitert wird. Ein früher Beleg findet sich 1722 in Ludvig Holbergs dänischer Komödie Jeppe på Bjerget, wo es heißt: „In Leipzig var ein Mann… Die Mann han nahm ei Fru…“ Schon dort taucht als stereotypes Erweiterungswort das auch im Fuchsenritt verwendete Adjektiv „ledern“ auf, dessen übertragene Bedeutung „zäh, langweilig“ sich durch die ständige Wiederholung realisiert. Im Fuchsenritt sind davon die beiden Strophen ausgenommen, in denen der Fuchs die älteren Studenten als „meine Herrn“ anredet: In der Erweiterung heißt es dort statt „lederne“ „hochzuverehrende Herrn“ (was, verteilt auf zwei Achtel, für den armen Fuchs ein wahrer Zungenbrecher ist).
Zum selben Liedtyp gehören Ein Schneider fing ‘ne Maus, das niederländische In Holland staat en huis – mit anderer Melodie – und das hochdeutsche Ein Bauer fuhr ins Holz, das zur selben Melodie wie der Fuchsenritt, aber auch zu einer Melodie gesungen wird, die in der niederdeutschen münsterländischen Fassung O Bur, wat kost dien Hei wieder auftaucht. Als ursprünglichen Text der Melodie nennt der Deutsche Liederhort Bei Hall ist eine Mühl.

### Fuchslied
Die Fragen nach dem „Herrn Papa“, der „Frau Mama“ und dem „Herrn Rector“ erscheinen schon als Beschriftung einer Fuchsempfangs-Illustration von 1739 und gehören zum ältesten Bestand des Fuchsempfangs-Rituals. Die übrigen Strophen blieben in der Anzahl und im Wortlaut lange variabel.
Während der Deutschen Revolution 1848/1849 wurde das Lied zu einem Spottgesang der Aufständischen gegen die bewaffneten Kräfte der Obrigkeit.

## Melodie
Die Melodie basiert, im Aufstieg vollständig, im Abstieg überwiegend, auf den drei Stufen des Dur-Dreiklangs. Die dadurch erzeugte naive oder auch ironische Fröhlichkeit macht ihren Reiz aus. Johannes Brahms verwendete sie als eines der Liedzitate in seiner Akademischen Festouvertüre. Franz von Suppè widmete ihr die Humoristischen Variationen über das beliebte Fuchslied «Was kommt dort von der Höh». Johann Strauss (Sohn) zitiert sie in seinem Walzer Burschen-Lieder.